# Міст двох берегів
48°34′09″ пн. ш. 7°48′13″ сх. д. / 48.569166666667° пн. ш. 7.8036111111111° сх. д.
Міст двох берегів (нім. Brücke der zwei Ufer) — пішохідно-велосипедний міст через Рейн.  Спроектований паризьким архітектором Марком Мімрамом як центральний елемент транскордонної регіональної садової виставки між містами Страсбург і Кель. 
Урочисто відкритий і введений в експлуатацію під час відкриття садової виставки 23 квітня 2004 року. 
Міст є частиною транскордонного парку Сад двох берегів.
Як символ об’єднання Європи, він перетинає прикордонну річку Рейн. 
4 квітня 2009 року, з нагоди 60-річчя НАТО, голови держав і урядів країн НАТО зустрілися на мосту для символічного рукостискання. 

## Опис
Верхня частина мосту натягнута 72 тросами. 
Два пілони в руслі річки підтримують їх.
При спорудженні використано 1050 тонн сталі. 
Будівництво здійснив Bilfinger Berger
. 
Проект розроблено Meyer + Schubart
 
та Leonhardt, Andrä und Partner
, 
який також відповідав за будівельний нагляд.

## Кошторис
Витрати склали 22 мільйони євро 
. 
Планування та будівництво підтримали земля Баден-Вюртемберг та Європейський Союз. Місто Кель покрило 41 % кошторисних витрат, а Страсбург – 59 %. 
Спочатку було оцінено лише близько половини цих витрат. 
Дві додаткові вимоги призвели до суперечки між Страсбургом та Келем, з одного боку, та архітектором, з іншого. 

## Нагороди
- 2005: Renault Traffic Future Award[de][8]
- 2019: Спеціальна премія за транскордонну німецько-французьку архітектуру Баденської архітектурної премії [9]